# Marco Kurth
Marco Kurth (* 18. August 1978 in der Lutherstadt Eisleben) ist ein ehemaliger deutscher Fußballspieler und heutiger Fußballtrainer.

## Spielerkarriere
Kurth begann seine Laufbahn beim SSV Klostermansfeld und wechselte später zu Dynamo Eisleben. Bis 1995 spielte der Mittelfeldspieler dann beim Halleschen FC. Mit 17 Jahren ging er zum VfB Leipzig. Beim VfB kam Kurth 1997/98 zu seinem Debüt in der 2. Bundesliga. Dabei kam er am 8. Spieltag der Saison, am 29. September 1997, gegen den KFC Uerdingen 05 ab der 84. Minute für den von Trainer Sigfried Held ausgewechselten Ronny Kujat zum Einsatz. Im Laufe der Spielzeit kam Kurth zu sieben weiteren Einsätzen, konnte es aber auch nicht verhindern, dass sein Team am Saisonende knapp abstieg.
Im Sommer 2000 lockte ihn Trainer Gerd Schädlich zum FC Erzgebirge Aue. Dort wurde Kurth auf Anhieb Stammspieler. Mit Aue erkämpfte er sich 2002/03 als Staffelsieger der Regionalliga Nord den Aufstieg in die 2. Bundesliga. Von 2003/04 bis 2005/06 absolvierte Kurth 90 Spiele (4 Tore) in der 2. Bundesliga und erreichte mit dem FC Erzgebirge Aue jeweils gute Platzierungen. Auch in den folgenden Spielzeiten gehörte er zu den Stammkräften im Auer Mittelfeld und war Ersatzkapitän neben Jörg Emmerich.
Nach dem Abstieg des FC Erzgebirge, bei dem er acht Jahre lang spielte, wechselte Kurth zur Saison 2008/09 ablösefrei zu Energie Cottbus in die Bundesliga. Es war sein erster und bisher einziger Vertrag bei einem Erstligaklub. In seiner ersten Saison in der Lausitz kam er jedoch nur zu acht Einsätzen. Sein Debüt in Deutschlands höchster Fußball-Klasse bestritt der Mittelfeldakteur am 28. Oktober 2008 gegen Arminia Bielefeld, als ihn Trainer Bojan Prašnikar in der Startelf aufbot. Cottbus stieg am Saisonende ab. Erst im Folgejahr schaffte Kurth dann seinen Durchbruch bei den Rot-Weißen und wurde Stammspieler. Im Mai 2010 verlängerte der Klub seinen Vertrag bis Sommer 2011. Beim DFB-Pokal 2010/11 erreichte er mit Cottbus das Halbfinale, das man mit 2:1 gegen den MSV Duisburg verlor. Nachdem sein Vertrag noch einmal um ein Jahr verlängert worden war, trennten sich Cottbus und Kurth Ende Januar 2012 vorzeitig, da er eine neue sportliche Perspektive suchte.
Am 31. Januar 2012 verpflichtete ihn Regionalligist 1. FC Magdeburg bis Juni 2013. Im Sommer 2012 wurde er vom neuen Trainer Andreas Petersen zum Kapitän ernannt. Mit dem 1. FC Magdeburg gewann er am 31. Mai 2013 den Sachsen-Anhalt-Pokal. Nach dem verlorenen DFB-Pokalspiel gegen den FC Energie Cottbus im August 2013 kritisierte Kurth in einem TV-Interview die Leistung der Mannschaft, worauf ihn Andreas Petersen als Kapitän absetzte. Petersen kündigte an, dass Kurth unter seiner Regie kein Spiel mehr machen werde. Kurths Karriere war damit beendet.

## Trainerkarriere

### 1. FC Magdeburg U17
Seit September 2013 arbeitete Kurth im Nachwuchsleistungszentrum des 1. FC Magdeburg. Sportchef Mario Kallnik wollte ihn nach seinem Karriereende als Trainer der B1-Junioren (U17) gewinnen. Kurth, der die A-Lizenz besitzt, nahm an und führte die Mannschaft in der Saison 2013/14 zum 2. Platz in der zweitklassigen B-Junioren-Regionalliga Nordost und somit zum Aufstieg in die B-Junioren-Bundesliga. In den Spielzeiten 2014/15 und 2015/16 hielten sie die Klasse. In der Saison 2016/17 erwarb Kurth parallel an der Hennes-Weisweiler-Akademie die Fußballlehrerlizenz und erhielt diese im März 2017.

### RB Leipzig
Zur Saison 2017/18 wechselte Kurth zu RB Leipzig und war in seiner ersten Saison Cheftrainer der B2-Junioren (U16) in der zweitklassigen B-Junioren-Regionalliga Nordost. Zur Saison 2018/19 übernahm er schließlich die U17 und betreute sich über zwei Spielzeiten. Zur Saison 2020/21 wurde Kurth Cheftrainer der A-Junioren (U19). Da die A-Junioren-Bundesliga aufgrund der COVID-19-Pandemie ab November 2020 nicht mehr fortgeführt werden konnte, absolvierte er mit der Mannschaft nur vier Ligaspiele.
Zur Saison 2021/22 rückte Kurth in den Trainerstab von Jesse Marsch auf und war nun neben dem aus Mainz zurückgekehrten Achim Beierlorzer einer von zwei Co-Trainern der Profimannschaft. Da sich Marsch und Beierlorzer aufgrund einer Infektion mit SARS-CoV-2 in Quarantäne befanden, stand er Anfang Dezember 2021 bei einer 1:2-Niederlage gegen den 1. FC Union Berlin in der Bundesliga an der Seitenlinie. Da dies für die Leipziger nach dem 14. Spieltag die sechste Saisonniederlage bedeutete, davon zuletzt drei in Folge, trennte sich der Verein nach diesem Spiel von Marsch. Anschließend wurde Domenico Tedesco als neuer Cheftrainer verpflichtet, dem Kurth neben den ebenfalls neu eingestellten Co-Trainern Andreas Hinkel und Max Urwantschky assistierte. In der Winterpause wurde Kurth freigestellt.
Nach der Trennung von Tedesco wurde Kurth Anfang September 2022 mit der Verpflichtung von Marco Rose neben Alexander Zickler und Frank Geideck erneut Co-Trainer der Profimannschaft. Am 30. März 2025 erfolgte die Freistellung.

## Erfolge

### Als Spieler
- Meister der Regionalliga Nord und Aufstieg in die 2. Bundesliga: 2003
- Sachsen-Anhalt-Pokal-Sieger: 2013

### Als Trainer
- Aufstieg in die B-Junioren-Bundesliga: 2014